# Édouard Louis Trouessart
Édouard Louis Trouessart (25 de agosto de 1842 - 30 de junho de 1927) foi um zoólogo francês nascido em Angers.
Estudou saúde militar em Estrasburgo, mas teve que deixar a escola devido a sérios problemas de saúde. Em 1864 começou a trabalhar como préparateur de physique na Universidade de Poitiers, e nesse processo, se dedicou ao estudo da história natural. Ele também abreviou seus estudos em medicina, e conseguiu o título em 1870. Durante a Guerra franco-prussiana, serviu no exército francês. Depois, foi empregado no hospital de Villevêque.
De 1882 a 1884, foi diretor do Museu de Angers, e neste meio tempo, lecionou história natural no colégio. Em 1865 foi realocado para Paris, onde trabalhou com Alphonse Milne-Edwards (1835-1900). Depois da morte de Emile Oustalet (1844-1905), ele conseguiu um diploma em zoologia (mamíferos e aves), uma posição mantida até 1926.

## Obras
- Les microbes, les ferments et les moisissures. Avec 107 figures dans le texte (1886)
- Au bord de la mer: géologie, faune et flore des côtes de France de Dunkerque à Biarritz (1893)
- "Catalogus mammalium tam quam viventium fossilium" (1899).
- Faune des Mammifères d’Europe (1910)
- La distribution géographique des animaux (1922)